# هندسه گسسته

مجموعه‌ای از دایره‌ها و گراف دیسک واحد

هندسه گسسته و هندسه ترکیبیاتی شاخه‌های از هندسه هستند که ویژگی‌های ترکیبیاتی اشکال هندسی گسسته بررسی می‌کند. بیشتر سوالات در هندسهٔ گسسته شامل مجموعه‌های متناهی و نامتناهی از اشکال هندسی می‌شود؛ به‌عنوان نمونه نقطه، خط، صفحه، دایره، کره، چندضلعی. هندسهٔ گسسته بر ویژگی‌های ترکیبیاتی این اشکال تمرکز می‌کند؛ مثلاً چگونه با یک دیگر اشتراک پیدا می‌کنند یا این‌که آن‌ها چگونه می‌توانند مرتب شوند تا یک شکل بزرگ‌تر را بپوشانند.
هندسهٔ  گسسته هم‌پوشانیِ زیادی با هندسه محدب و هندسه محاسباتی دارد و ارتباط زیادی با هندسه متناهی، بهینه‌سازی ترکیبیاتی، هندسه دیجیتال، نظریه گراف هندسی، توپولوژی ترکیبیاتی، تنوع توریک، هندسهٔ دیفرانسیل گسسته دارد.